# Macchi M.C.72
El Macchi M.C.72 fue el último hidroavión de competición de la compañía Aeronautica Macchi , y el que todavía hoy ostenta el récord mundial de velocidad para hidroaviones con motor de pistón. Fue diseñado en 1930 para participar en la edición de 1931 del Trofeo Schneider, pero no estuvo listo a tiempo para tomar parte en ella.

## Diseño e historia
Con el Macchi M.C.72 Mario Castoldi alcanzó la cúspide de su carrera como diseñador. Desarrollado para la edición de 1931 del Trofeo Schneider, el M.C.72 estaba estrechamente construido en torno al nuevo motor Fiat A.S.6 , de 24 cilindros en V diseñado por el doctor Tranquillo Zerbi, que consistía en dos plantas motrices A.S.5 de 1500 CV unitarios acopladas en tándem y dotadas con un cárter común. En efecto, cada A.S.5 accionaba una de las hélices contrarrotativas por medio de un eje coaxial. El empleo de los propulsores contra rotativos fue elegido porque con ellos se eliminaban los problemas de par que en el agua suponían una de las principales cortapisas de los hidroaviones de elevada potencia; este sistema facilitaba los despegues y permitía la construcción de flotadores de menor sección transversal, así como el empleo de hélices de menor diámetro y más eficientes. Sin embargo, este sistema no era tan fácil como puede parecer, pues ambos cigüeñales estaban, en efecto alineados, pero no interconectados. Los dos motores accionaban, como se ha dicho hélices contrarrotativas, a través de reductores independientes y ejes coaxiales; además el motor trasero movía un sobrecompresor centrífugo que incrementaba la potencia de salida de ambos motores.

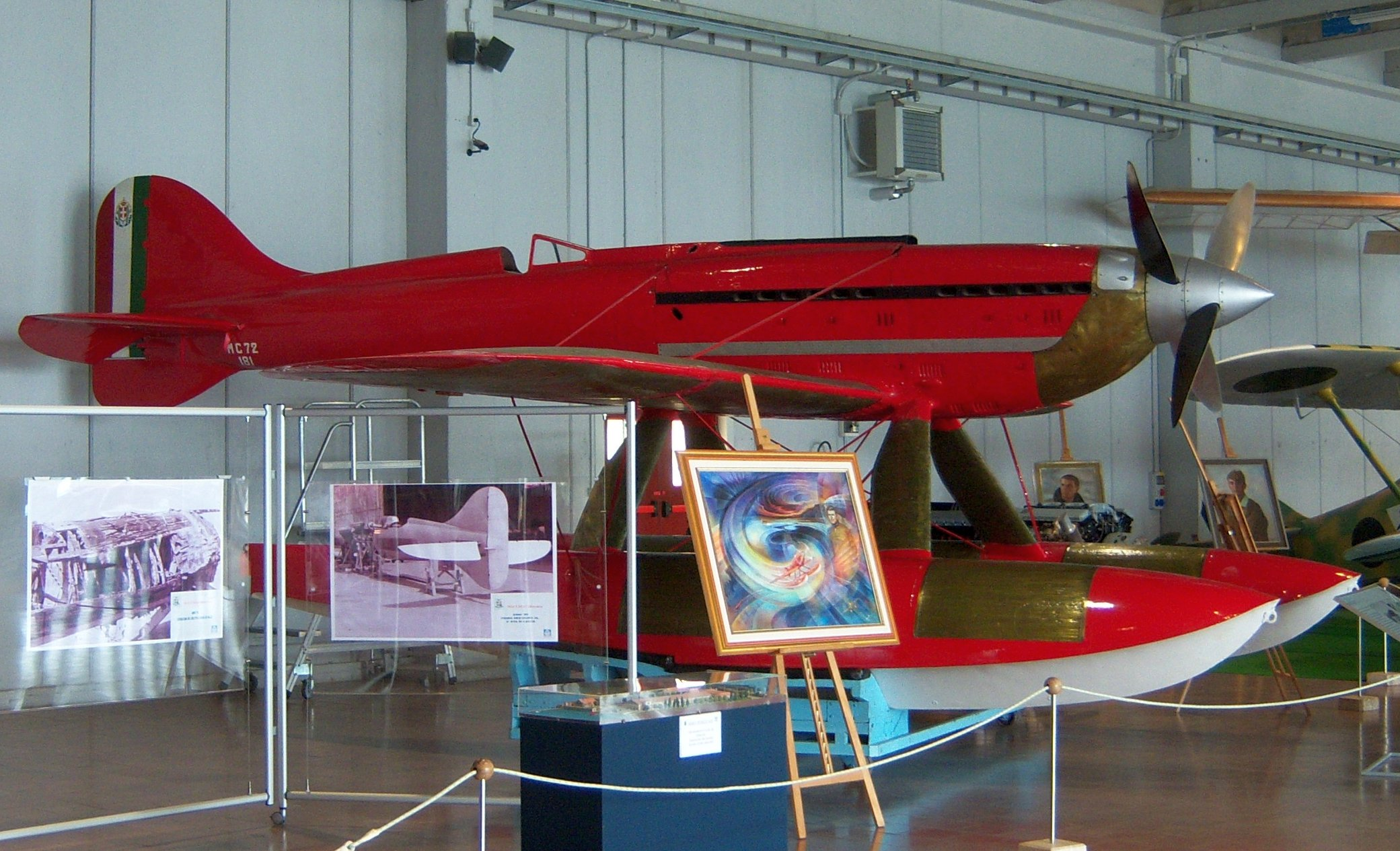
M.C.72 en el Museo de la Aeronáutica Militar de Vigna di Valle

Comparado con los primeros hidroaviones de Macchi, la forma del fuselaje del M.C.72 era distinta, pero los empenajes y los semiplanos fijados al límpido fuselaje eran un claro desarrollo de los diseños previos de Castoldi. Los dos largos flotadores metálicos estaban soportados por cuatro anchos montantes, revestidos con superficies de refrigeración. Los semiplanos estaban recubiertos con radiadores de superficie, del tipo de tubos planos, y otros paneles de refrigeración se encontraban en los dorsos de los flotadores. El radiador de aceite se hallaba en los costados y el vientre de la sección trasera del fuselaje, detrás de la cabina abierta del piloto.
El primero de los cinco M.C.72 (matriculados de MM.177 a 181) voló desde Desenzano en el lago Garda , en junio de 1931. El sistema de carburación del motor presentó algunos problemas, pero teniendo en cuenta el especialmente breve período de desarrollo, el 2 de agosto ya se había efectuado un progreso notable; sin embargo, ese aciago día el capitán Giovanni Monti murió cuando su aparato se estrelló en el lago tras haber estallado el motor en pleno vuelo durante una evaluación; el 11 de septiembre, dos días antes de la celebración de la carrera, moría el teniente Stanislao Bellini al estrellarse con el segundo M.C.72 en las proximidades del lago, por lo que Italia se quedó sin participar. Una investigación demostró que se había producido un violento incendio en la toma de aire, que prendió en el depósito de gravedad situado detrás del motor.
Se suspendió el desarrollo, pero más tarde las firmas Macchi y Fiat consiguieron que el experto británico F. Rodwell Banks estudiase los problemas de carburación. Banks descubrió que en la bancada de pruebas el motor respondía sin ningún problema, pero que al ser montado en el avión la mezcla de aire y combustible resultaba excesivamente pobre. Informó a los italianos sobre la forma en que Rolls-Royce simulaba la admisión por presión dinámica en la toma de aire durante las pruebas en bancada, lo que permitía encontrar la situación más adecuada para los carburadores. Esta información y la experiencia de Banks en mezclas de carburantes hizo posible la obtención de los siguientes récords.

## Récords de velocidad

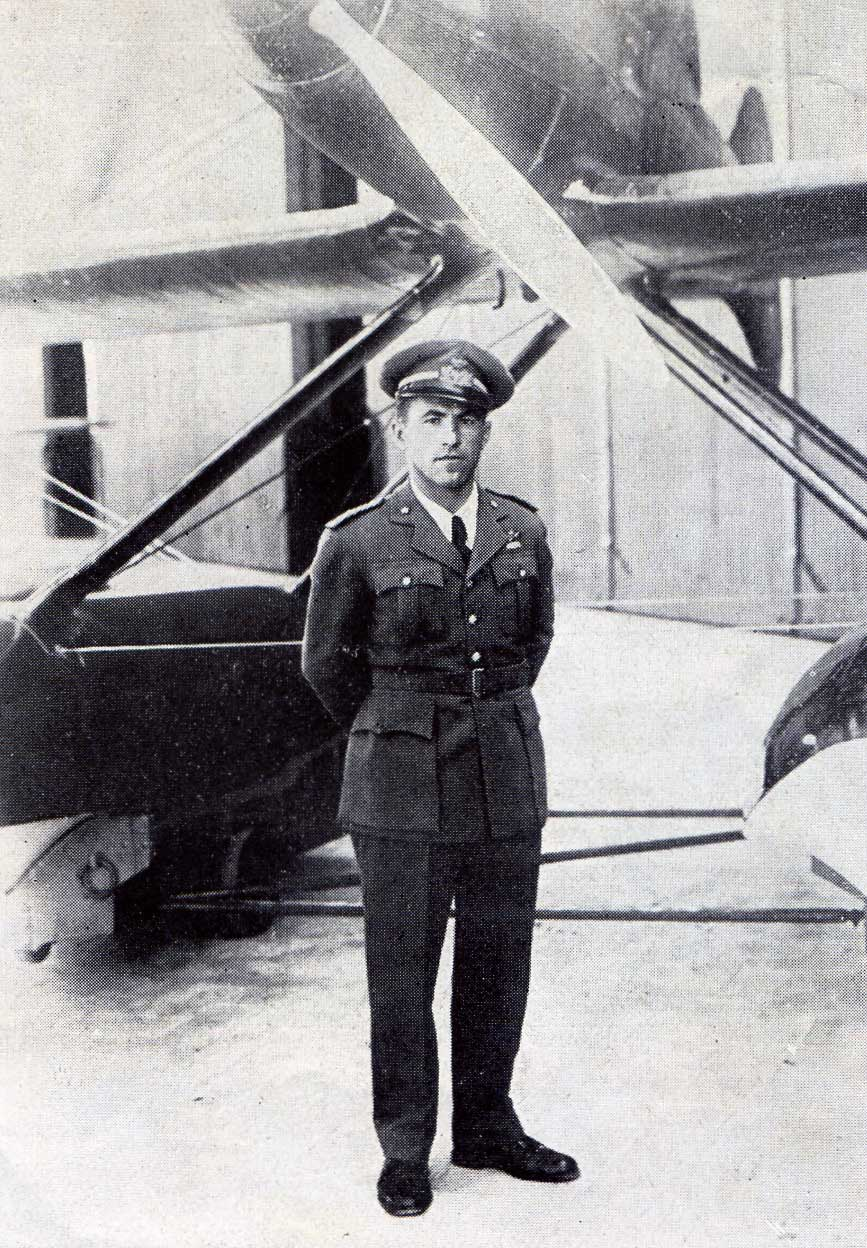
Francesco Agello y el Macchi MC.72

El 10 de abril de 1933, el suboficial Francesco Agello (véase fotografía) estableció una nueva marca mundial de velocidad sobre un trazado de 3 km, consiguiendo sostener un régimen de 682,078 km/h; posteriormente, en octubre de 1933, el M.C.72 se adjudicó un nuevo récord de velocidad, esta vez sobre un recorrido de 100 km, y se adjudicó la Copa Louis Blériot. Finalmente, el listón absoluto de velocidad fue alzado a 709,209 km/h en un memorable vuelo el 23 de octubre de 1934.

## Especificaciones técnicas
Referencia datos: Enciclopedia Ilustrada de Aviación: Vol.10 - págs. 2397-98, Edit. Delta, Barcelona 1984 ISBN 84-85822-79-X

### Características generales
- Tripulación: 1
- Longitud: 8,32 m
- Envergadura: 9,48 m
- Altura: 3,30 m
- Superficie alar: 15,00 m²
- Peso vacío: 2500 kg
- Peso máximo al despegue: 3025 kg
- Planta motriz: 1× Motor en V 24 cilindros refrigerado por líquido Fiat AS.6.
  - Potencia: 2126 kW (2931 HP; 2891 CV)
- Hélices: 2× bipala de paso fijo contrarrotativa por motor.

### Rendimiento
- Velocidad nunca excedida (Vne): 708 km/h
- Alcance en combate: km